# Edguy
Edguy je nemška power metal skupina, ki je bila ustanovljena v Fuldi leta 1992.